# Paolo - Apostolo di Cristo
Paolo - Apostolo di Cristo (Paul, Apostle of Christ) è un film del 2018 scritto e diretto da Andrew Hyatt. Gli attori principali sono James Faulkner nei panni di San Paolo e Jim Caviezel (che ha interpretato Gesù nel film del 2004 La passione di Cristo) come San Luca.
Il film racconta la storia di Paolo, che era conosciuto come uno spietato persecutore dei cristiani prima di incontrare il Risorto. La trama si concentra sul suo diventare una figura chiave nella formazione della chiesa primitiva prima di essere giustiziato dall'imperatore Nerone a Roma.

## Trama
L'ambientazione è nel Carcere Mamertino a Roma, dove Paolo è stato imprigionato perché ritenuto una minaccia per l'Impero romano. L'imperatore Nerone lo ha condannato a morte. Il lungo viaggio di Paolo in questo posto è stato ricco di eventi. Un tempo, come Saulo di Tarso, perseguitava i cristiani senza sosta; poi, una volta diventato credente nel Messia Gesù, è diventato il perseguitato. Durante il suo percorso di vita ha conosciuto le percosse, la tortura e il naufragio.
Nel Mamertino, interagisce con il suo carceriere Mauritius e Luca l'evangelista. Mauritius è incuriosito da Paolo e cerca di imparare come quest'uomo può avere un effetto così profondo sull'impero. Luca, il suo fedele custode, coglie l'occasione per scrivere gli Atti degli Apostoli, uno dei principali libri del Nuovo Testamento. Nel frattempo l'infame persecuzione dei cristiani sotto Nerone ha pieno effetto. Mentre il tempo si avvicina alla data della sua esecuzione, Paolo lotta con il perdono di Dio per i suoi peccati. Deve ricordare la grazia di Dio e vicino alla fine dice: "dove il peccato è prevalente, la grazia abbonda di più" (Rm.5,20).

## Produzione
Le riprese sono incominciate nel settembre 2017 a Malta. Il film è stato distribuito il 23 marzo 2018 da Sony Pictures.